# Cytilus sericeus
Cytilus sericeus är en skalbaggsart som först beskrevs av Forster 1771.  Cytilus sericeus ingår i släktet Cytilus, och familjen kulbaggar. Arten är reproducerande i Sverige.

## Bildgalleri

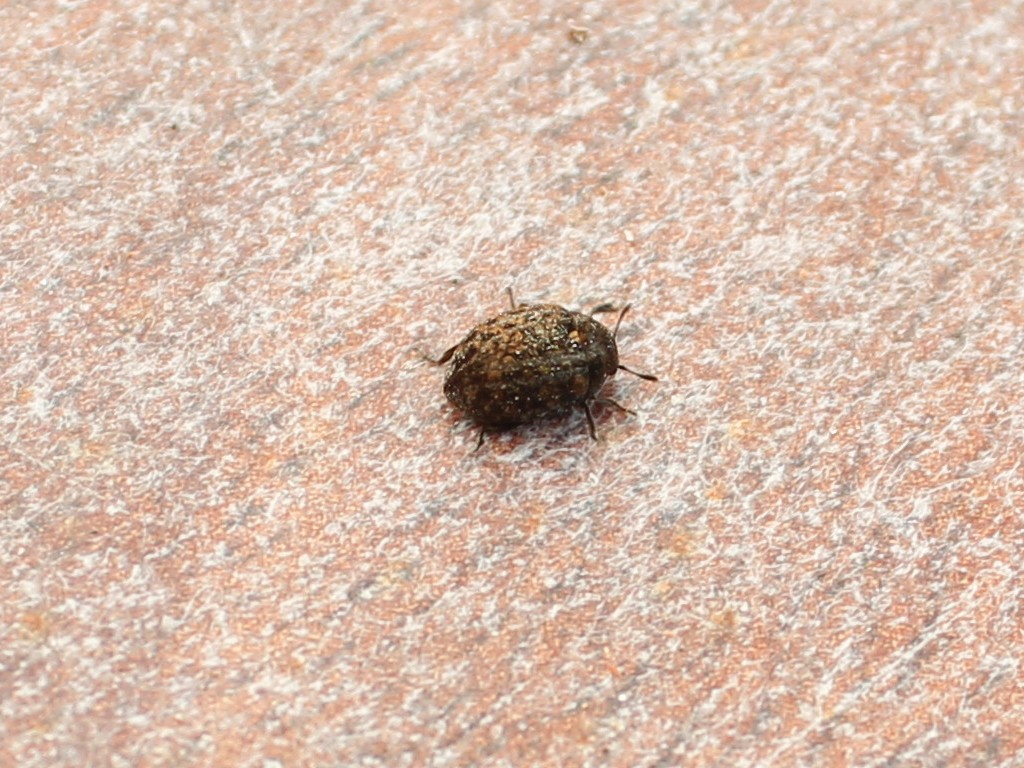
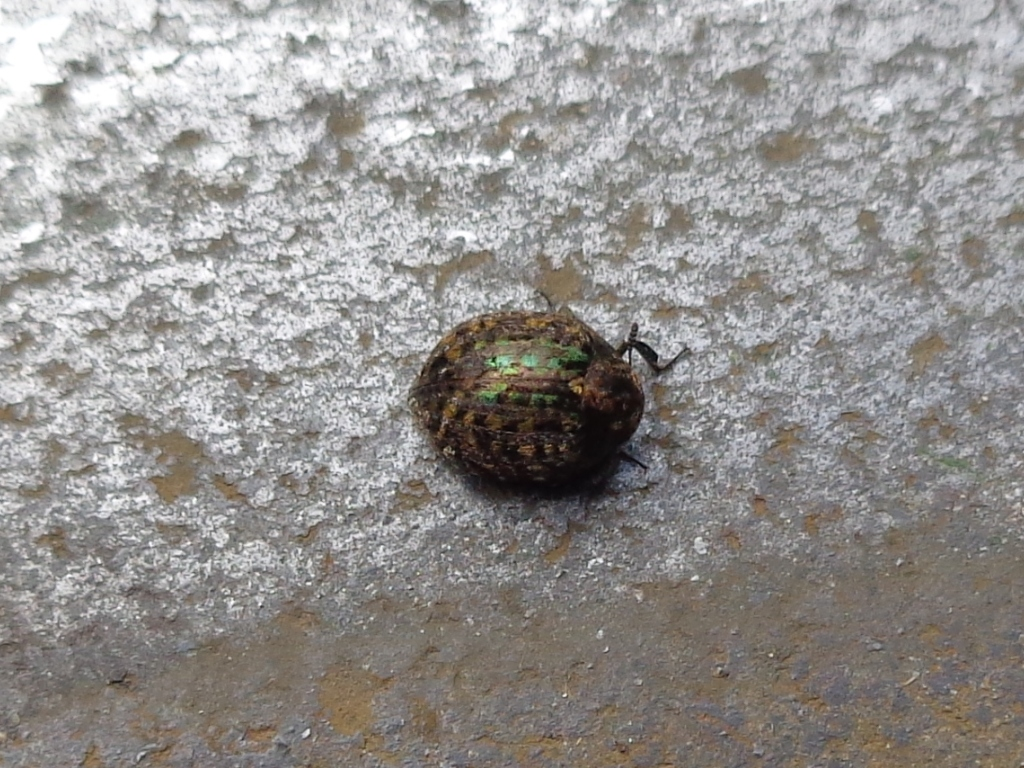
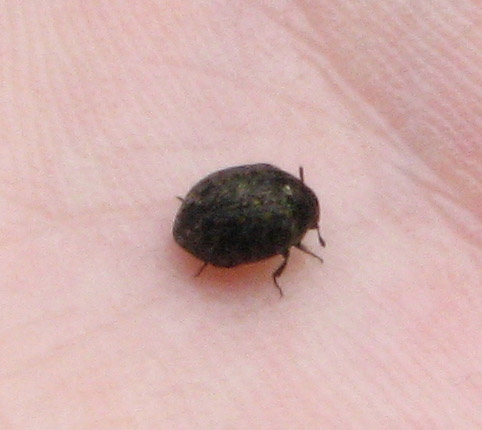
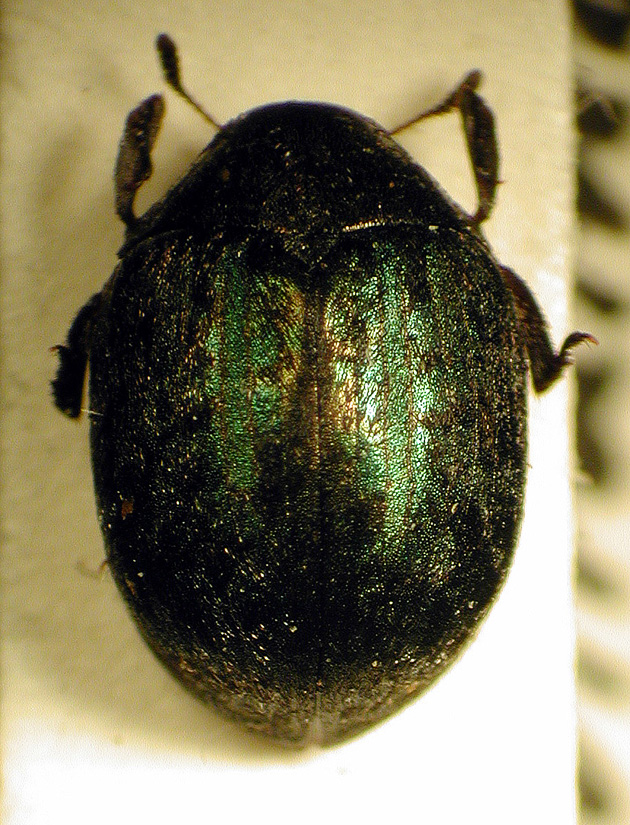